# 格利澤3517
格利泽3517是一顆位於長蛇座附近的紅矮星，距離地球約28.2光年。